# (19308) 1996 TO66
(19308) 1996 TO66 là một vật thể ngoài Sao Hải Vương được phát hiện vào năm 1996 bởi Chadwick Trujillo, David Jewitt và Jane Lưu. Cho đến khi 20000 Varuna được phát hiện, nó là vật thể lớn thứ hai được biết đến trong vành đai Kuiper, sau Sao Diêm Vương.